# Concord (Wisconsin)
Concord è un comune degli Stati Uniti, situato in Wisconsin, nella Contea di Jefferson.